# تپه دار و درفش فرج‌الله بیگی
تپه دار ودرفش فرج‌الله بیگی مربوط به مفرع - عصر آهن است و در شهرستان کرمانشاه، بخش مرکز ی، دهستان بالادربند، ۱/۲ کیلومتری جنوب شرق روستای خانم آباد واقع شده و این اثر در تاریخ ۱۵ دی ۱۳۸۷ با شمارهٔ ثبت ۲۴۱۴۳ به‌عنوان یکی از آثار ملی ایران به ثبت رسیده است.